# Il viaggio leggendario
Il viaggio leggendario è un film del 2023 diretto da Alessio Liguori. È il primo film con protagonisti i DinsiemE.
È basato sul romanzo scritto da questi ultimi Il viaggio leggendario di Erick e Dominick.

## Trama
Durante una giornata di pioggia, i DinsiemE ricevono un pacco misterioso con all'interno uno strano videogioco dal titolo "Il viaggio leggendario" e da cui verranno risucchiati in un'altra dimensione, quella di Leggendaria.  

## Produzione
Il 7 giugno 2022 Il duo annuncia sul loro canale YouTube l'inizio della produzione del film.

## Promozione
Il teaser del film è stato pubblicato il 29 novembre 2022 ,mentre il trailer ufficiale il 15 febbraio del 2023.

## Distribuzione
La pellicola è stata distribuita nelle sale cinematografiche italiane a partire dal 23 marzo 2023 ed è stata resa disponibile dal 1 settembre 2023 su Prime Video.